# Eupithecia camilla
Eupithecia camilla es una especie de polilla de la familia Geometridae. La especie fue descrita por primera vez por Mironov y Galsworthy habiendo sido descrita en 2004, con distribución en la China, específicamente la reserva natural Foping en la provincia de Shaanxi. La envergadura es de unos 20 milímetros (0,8 plg). 

## Descripción
La polilla es de color marrón con líneas oblicuas que atraviesan sus alas anteriores de un color más oscuro. Los colores se vuelven más ocre terroso a nivel de las secciones M3 y CuA2,: Notas 1  rodeadas de pequeños segmentos blanquecinos. El punto discal es negro mientras que el ala trasera es de color más grisáceo. El punto discal del ala trasera es relativamente pequeño.